# Flandreau
Flandreau is een plaats (city) in de Amerikaanse staat South Dakota, en valt bestuurlijk gezien onder Moody County.

## Demografie
Bij de volkstelling in 2000 werd het aantal inwoners vastgesteld op 2376.
In 2006 is het aantal inwoners door het United States Census Bureau geschat op 2314, een daling van 62 (-2.6%).

## Geografie
Volgens het United States Census Bureau beslaat de plaats een oppervlakte van
4,6 km², waarvan 4,5 km² land en 0,1 km² water. Flandreau ligt op ongeveer 477 m boven zeeniveau.

## Plaatsen in de nabije omgeving
De onderstaande figuur toont nabijgelegen plaatsen in een straal van 24 km rond Flandreau.